# Sainte-Flaive-des-Loups
Sainte-Flaive-des-Loups là một xã ở tỉnh Vendée trong vùng Pays de la Loire, Pháp. Xã này có diện tích 36,11 km², dân số năm 2006 là 1939 người. Xã này nằm ở khu vực có độ cao trung bình 70 mét trên mực nước biển.

## Biến động dân số
| Năm | 1962  | 1968  | 1975  | 1982  | 1990  | 1999  | 2006  |
| --- | ----- | ----- | ----- | ----- | ----- | ----- | ----- |
| Dân số | 1 155 | 1 213 | 1 145 | 1 399 | 1 556 | 1 579 | 1 939 |
| From the year 1962 on: No double counting—residents of multiple communes (e.g. students and military personnel) are counted only once. |       |       |       |       |       |       |       |